# L'Ouvrier et la Kolkhozienne
L'Ouvrier et la Kolkhozienne (en russe : Рабо́чий и колхо́зница, Rabotchiy i kolkhoznitsa) est un groupe sculpté créé par l'artiste russe Vera Ignatievna Moukhina en 1937. Il est devenu le symbole du « réalisme socialiste » soviétique. De style Art déco, le monument est composé de deux figures : une femme (la kolkhozienne) et un homme (l'ouvrier), brandissant respectivement la faucille et le marteau, symboles communistes des deux branches du prolétariat (l'agriculture et l'industrie).
Haute de 24,5 mètres et pesant 80 tonnes, cette sculpture monumentale a été construite spécialement pour l'Exposition universelle de 1937 à Paris, où elle surmontait le pavillon de l'Union soviétique. L'œuvre se trouve actuellement au nord de Moscou, non loin de la station de métro VDNKh et de l'hôtel Cosmos, à l'entrée du Centre panrusse des expositions, sur l'avenue Mira.

## Genèse de la sculpture

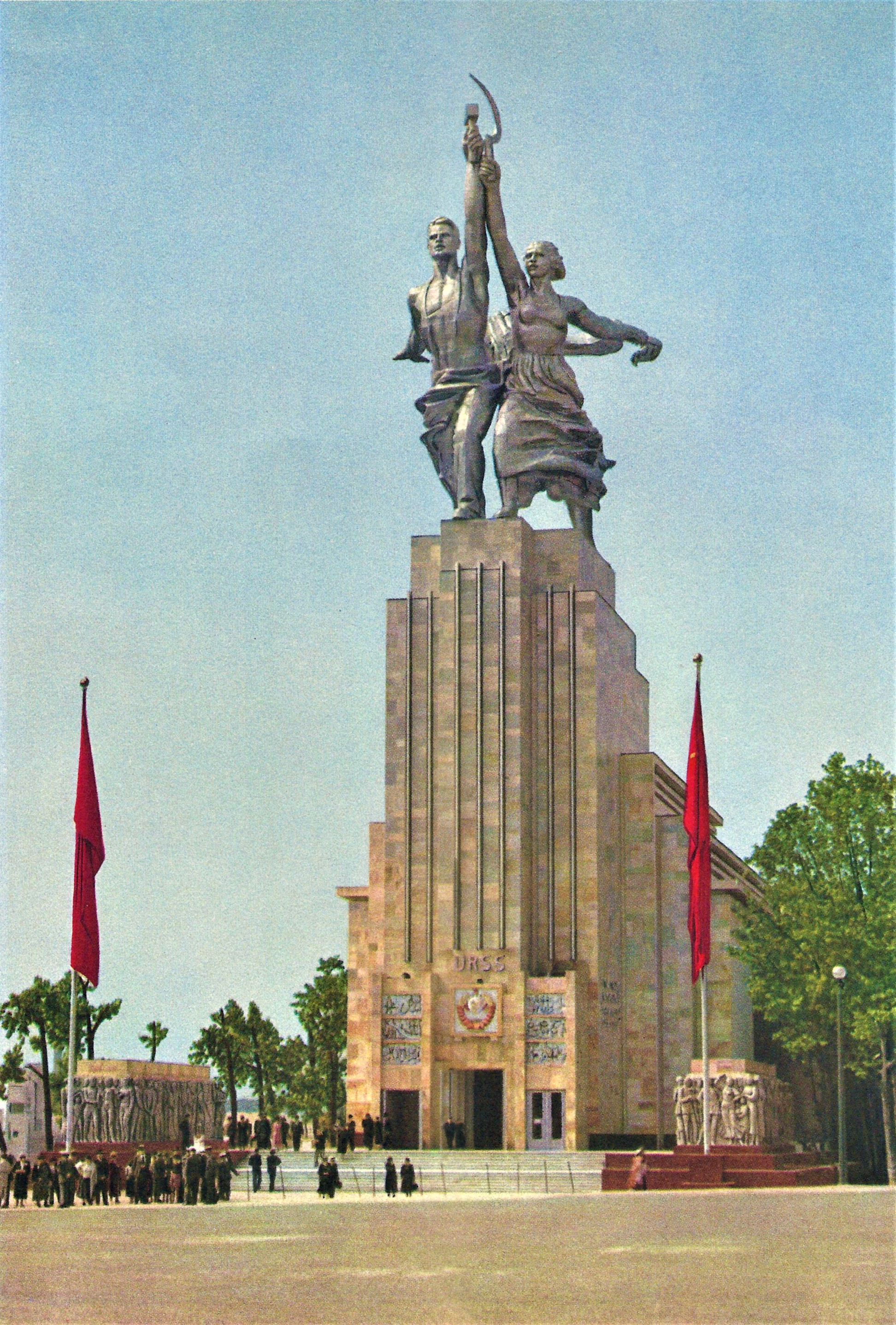
La statue de L'Ouvrier et la Kolkhozienne au sommet du pavillon de l'URSS lors de l'Exposition universelle de 1937 à Paris (photo originale colorisée).

L'URSS organise dès 1933 un concours pour la construction du pavillon russe pour l'Exposition universelle de 1937 à Paris. Il est remporté par l'architecte Boris Iofane. Celui-ci a l'idée de placer une sculpture au sommet du futur pavillon, et pense à une statue de Lénine haute de 60 mètres. D'abord approuvé, le projet est finalement annulé. En 1936, est organisé un second concours pour déterminer à quel artiste sera confiée la réalisation de la sculpture du pavillon. Vera Moukhina, alors âgée de 47 ans, gagne le concours. Elle crée L'Ouvrier et la Kolkhozienne selon les codes artistiques du « réalisme socialiste » imposés par Staline en 1934 aux fins de propagande. Le monument est d'ailleurs qualifié par la Grande Encyclopédie soviétique de « standard du réalisme socialiste soviétique ».
L'influence d'un groupe statuaire de la Grèce antique représentant les tyrannoctones est parfois cité.
La réalisation de cet immense monument, dont le modèle en plâtre, créé par Vera Moukhina, mesure un mètre et demi de haut, a été conduite par une équipe de plus de vingt ingénieurs dirigée par V.P. Nikolaev. La sculpture faite en acier inoxydable, un alliage fer-chrome-nickel (Fe-Cr-Ni), a été alors coulée selon ce modèle dans les ateliers de l'Institut mécanique et de l'industrie métallurgique sous la direction du professeur P.N. Lvov.

## À l'Exposition universelle de 1937

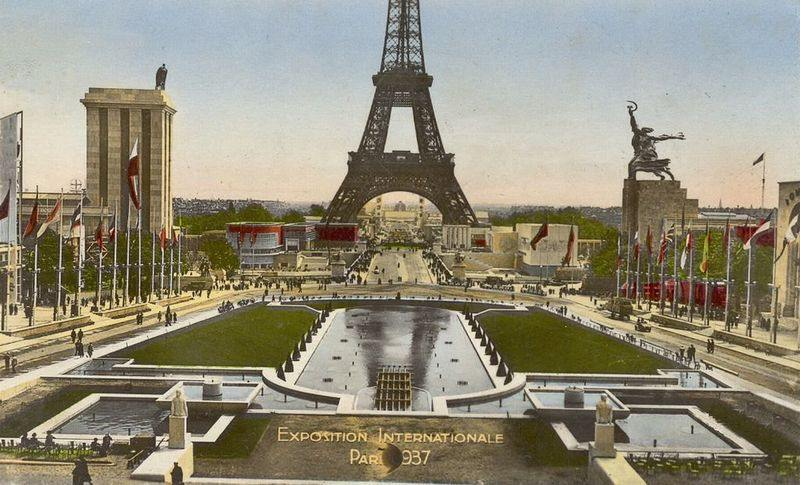
Panorama du site de l'Exposition universelle de 1937 depuis le palais de Chaillot : le pavillon de l'Allemagne nazie surmonté d'un aigle enserrant une croix gammée, à gauche, fait face à celui de l'Union soviétique surmonté de L'Ouvrier et la Kolkhozienne.

L'Ouvrier et la Kolkhozienne fait grande impression sur le public et les journalistes lors de l'Exposition universelle de 1937 présentée au Trocadéro, à Paris. La confrontation artistique avec le pavillon allemand du IIIe Reich — situé juste en face du pavillon russe — surmonté, lui, d'un aigle colossal, est un événement tout aussi remarqué (voir photo ci-contre) : la statue soviétique, dont l'inox étincelait au soleil, semblait braver l'aigle nazi perché au sommet d'un pavillon plus haut qu'elle. Les Allemands avaient en effet attendu que les Soviétiques eussent achevé leur pavillon pour rehausser le leur de dix mètres supplémentaires, au tout dernier moment, afin que l'aigle dominât en hauteur L'Ouvrier et la Kolkhozienne. Le but était de montrer la supériorité de l'idéologie nazie sur l'idéologie communiste.
Un film d'époque en couleur montre cette rivalité architecturale (vidéo Youtube)
Après l'Exposition, la statue est démontée. Endommagée au cours du transport de Paris à Moscou, une réplique a été construite entre janvier et août 1939 qui a été placée sur un piédestal devant l'entrée nord du Centre panrusse des expositions.
Lors du démantèlement de la sculpture et du pavillon (visible ici : ), l'URSS offre à la France (à la CGT) les bas-reliefs sculptés du monument, œuvre de Joseph Tchaïkov. Ils ont été redécouverts en 2004, brisés en morceaux dans la glacière d'un château du Val-d'Oise ayant appartenu à la CGT de 1937 à 1972 : la France pétainiste aurait ordonné leur destruction en 1941. Les bas-reliefs ont été partiellement restaurés et présentés au public en 2010 à la Villette. Un documentaire télévisé français a été tourné sur le sujet, qui retrace également l'épopée du monument.

## Restaurations
La sculpture a été restaurée en 1979 puis démontée en plusieurs fragments en 2003 dans l'intention de restaurer à nouveau le monument et le remettre à sa place à la fin de l'année 2005. Mais à cause d'un problème de financement, la sculpture est restée démontée plus longtemps que prévu. Elle a finalement retrouvé son piédestal (10 mètres plus haut que le précédent) le 28 novembre 2009, les Russes ayant reconstruit à l'identique le pavillon de 1937.
Le modèle final du monument (avant coulage), lui-même en bronze et d'une hauteur de 160 cm, est conservé à la galerie Tretiakov à Moscou.

## Composition de la sculpture
L'Ouvrier et la Kolkhozienne est composée de plaques en acier inoxydable soudées sur une ossature en bois. C’était alors la première sculpture en soudure du monde.
L'alliage en acier inoxydable est l'un des accomplissements les plus remarquables de l'industrie moderne, l'acier présentant une résistance à la corrosion aussi importante que celle de l'or. Visuellement, la couleur de l'alliage n'est pas constante, mais dépend de la couleur des nuages, du ciel et du degré d'éclairement solaire. L’ingénierie soviétique exploitera pour ses qualités l'acier inoxydable, en tant que nouveau matériau sculptural.

## L'Ouvrier et la Kolkhoziennedans les médias

### Télévision
- Un documentaire télévisé français a été réalisé en 2010 par Jean-Paul Fargier sur l’épopée de L'Ouvrier et la Kolkhozienne, intitulé : Tombeau pour l'URSS (52 minutes, Zadig productions). Visionner la bande-annonce en ligne : .

### Cinéma
- La sculpture est devenue le symbole du studio de cinéma soviétique et russe Mosfilm ; elle est visible au début des films produits par ce studio[10] ;
- La sculpture apparaît dans la séquence de début du film américain Double Détente (1988), dans lequel joue  Arnold Schwarzenegger ;

### Jeux olympiques
- Lors de la cérémonie d'ouverture des Jeux olympiques d'hiver de 2014 à Sotchi, en Russie, une réplique géante et roulante de la sculpture a été utilisée pour symboliser la période de grande industrialisation qui a suivi la Révolution bolchevique[11],[12].

### Timbres et monnaies
- La sculpture apparaît pour la première fois sur un timbre-poste d'usage courant soviétique en 1938. Il a été représenté plusieurs fois sur divers timbres en 1961, 1976, 1988 et 2000.
- Une pièce de monnaie commémorative soviétique de 15 kopecks est émise en 1967 pour le cinquantenaire de l'URSS.

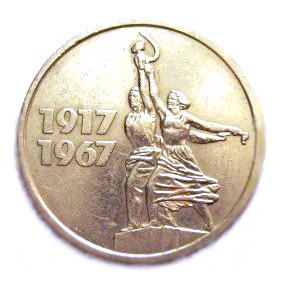
Pièce commémorative soviétique de 15 kopecks émise en 1967 pour le cinquantenaire de l'URSS.
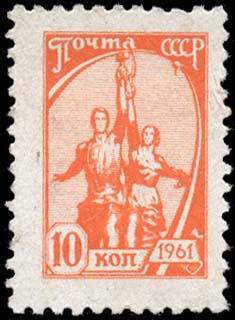
Timbre soviétique de 1961.
Timbre soviétique de 1976.
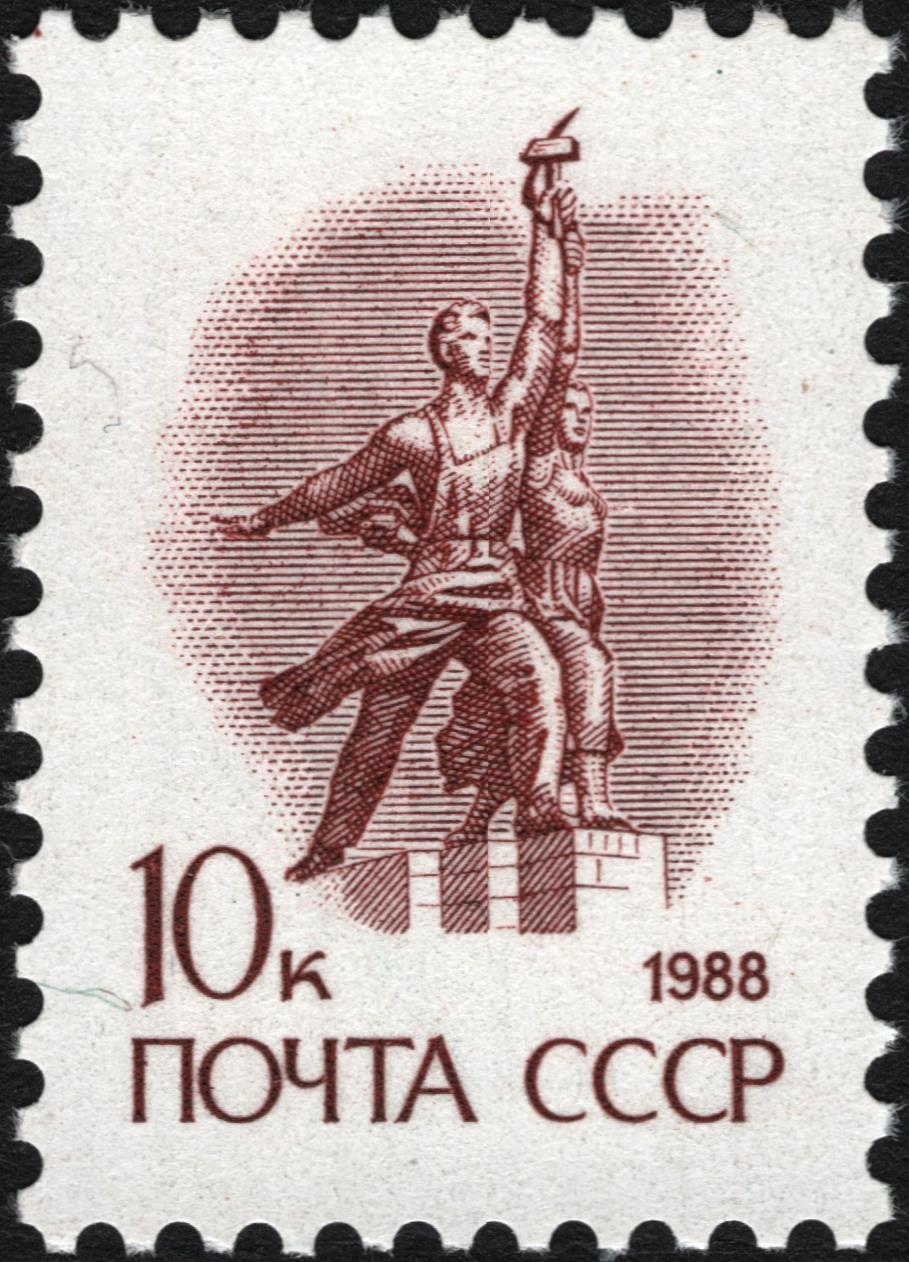
Timbre soviétique de 1988.
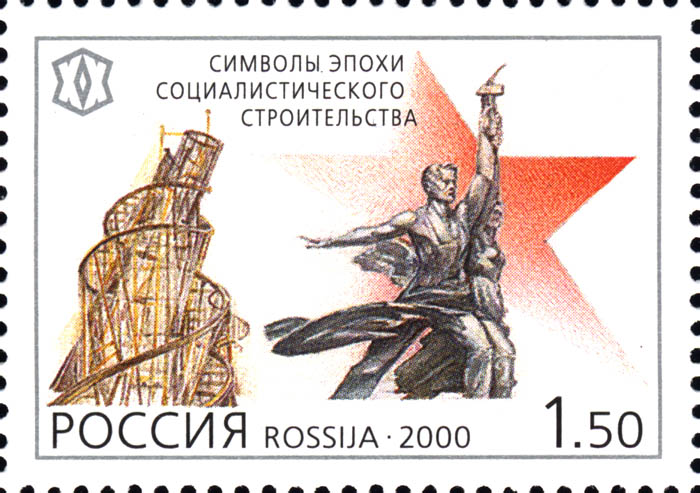
La Tour Tatline et L'Ouvrier et la Kolkhozienne, timbre russe de 2000.

## Sources
- Les soviets à Baillet en France

- (ru) Cet article est partiellement ou en totalité issu de l’article de Wikipédia en russe intitulé « Рабочий и колхозница » (voir la liste des auteurs).